# جرنایا
جرنایا (به عربی: جرنایا) یک منطقهٔ مسکونی در لبنان است که در شهرستان جزین واقع شده‌است. جرنایا ۴۶۰ متر بالاتر از سطح دریا واقع شده‌است.